# Kouri
Kouri är en ort i Burkina Faso.   Den ligger i provinsen Bazega Province och regionen Centre-Sud, i den centrala delen av landet, 40 km söder om huvudstaden Ouagadougou. Kouri ligger 337 meter över havet och antalet invånare är 925.
Terrängen runt Kouri är platt, och sluttar norrut. Närmaste större samhälle är Tuili, 16,6 km öster om Kouri.
Omgivningarna runt Kouri är en mosaik av jordbruksmark och naturlig växtlighet. Runt Kouri är det ganska tätbefolkat, med 72 invånare per kvadratkilometer.